# Българска литература от Освобождението до края на Първата световна война
Българската литература от Освобождението до края на Първата световна война претърпява силно развитие, като националноосвободителните борби са преобладаваща тема през 80-те години на 19 век. Тази тема е най-ярко представена в творчеството на Иван Вазов, който през този период създава цикъла „Епопея на забравените“ и романа "Под игото". Захари Стоянов пише своите мемоари - „Записки по българските въстания“. Сходни естетически идеи имат техните продължители, представителите на народническата литература, Цани Гинчев, Михалаки Георгиев и др.
През 90-те години на 19 век българската литература възприема някои модерни за времето идеи. Техни носители са писателите и поетите около списание "Мисъл" – д-р Кръстев, Петко Тодоров, Пенчо Славейков, Пейо Яворов. Те заявяват неудовлетвореността си от колективистичните патриотични стремежи на предишната епоха, олицетворени от Ив. Вазов, и се насочват към универсални ценности. Литературната критика нарича това първо поколение на българския модернизъм „индивидуалисти“. В неговата среда се оформят и първите прояви на символизма в българската литература. Наред с Яворов, Теодор Траянов е разглеждан като основател на това течение, към което принадлежат Емануил Попдимитров, Димчо Дебелянов, Христо Ясенов и др.
Сред сътрудниците на "Мисъл" е Алеко Константинов, авторът на най-популярната българска белетристична творба - „Бай Ганьо“. Въвеждането на модерните идеи в белетристиката е свързано с делото на Антон Страшимиров. В края на века започва своя писателски път и Елин Пелин.